# Telcișor, Bistrița-Năsăud
Telcișor este un sat în comuna Telciu din județul Bistrița-Năsăud, Transilvania, România. La recensământul din 2002 avea o populație de 1151 locuitori.
Satul Telcisor se margineste la sud-vest cu localitatea Telciu, la nord cu satul Fiad (apartinator si el de Comuna Telciu), la nord-est cu Comuna Romuli (Valea Frumusica), la est cu satul Parva (Comuna Rebra), iar la sud-est cu satul Gersa II (Comuna Rebrisoara).
- DESCRIERE

Valea Telcisorului este indicata pentru turistii care vor sa escaladeze Varful Pietrosul Rodnei (2303 m), prin Muntele Batrana (1710 m).
Cele mai inalte culmi sunt: Muncelul (1606 m), Piciorul Negru (1367 m), Magura (1195 m), Dealul Hoitu (1175 m), Varful Varaticilor (1062 m), Varful Chicerii (1056 m), Varful Plopilor (1004 m), Varful Valea Saca (1002 m), Varful Trestii (992 m), Varful Cinii (895 m), Zapodiile Mici (758 m), Dealul Staniste (711 m)) si altele mai mici.
O enumerare a dealurilor si vailor Comunei Telciu se găsește in cartea lui Simion Retegan, „Satele nasaudene la mijlocul secolului al XIX-lea” (2002). Ele sunt prezentate astfel: 
„10. Ridu: Pe Cruci; Sdiabu Popii; Stanistea; Intre Ponoare; Ratu Stagarului (azi, al Stejarului, n.n.).
11. Ridu Trestea: Pe Fata si In Fund.
12. Ridu Valia Stagarului (azi a Stejarului, n.n.): Ceita.
13. Ridu Capu Campului: Lunca lui Niag, Coasta Stagarului (azi a Stejarului, n.n.), Sdiabu Carpanului, Zapozile cele Mari.
14. Ridu Pe Valia Poienii: In Dos si In Fata, Plopci cu Varvu. 
15. Ridu: Pe Lunca; Leurda; Lazuletu; Lunca Bratae; Valea Cinii cu Dosu si Fata; Lunca Rusului; In Laz; La Preluca Ursului cu Isvoru Ursului; Isvoru Petrii; Isvoru Batran si Prislopu Frumuselii, cu Muntii: Lespedea sau Batrana, Dosu Stanigii, Obarsia Strambii, Barloaia, Muncelu cu Fata si Dosu, Dialu, apoi Oprisasca cu Fata si Dosu.
16. Ridu Secatura lui Traian, cu: Preluca Ursului, Dialu Batran, Valia, Fata si Dosu Vaii Seci, Sesurile, Stana Lucoaie, Izvorul Barlii.
17. Ridu Rebra: Sforacele, Isvoru Negrii cu Picioru, Isvoru Alecsii, Rebrisoara cea Mica si Saca (acestea sunt doua parae de munte care curg in apa Rebra).
18. Ridu Musinoaele: Picioru Negru, Picioru Casoaei*, Lunca si Dosu Luncii cu Frasini.
19. Ridu Buscatul, cu Fata si Dosu; Varatecele din care curge Valia Buscatului ce intra in apa Telcisorul.
20. Ridu Lunca Mare, cu Dosu.
21. Ridu Valia Lustii, Valia lui Grigore, cu Dialu, Fata si Dosu, Valia Bicisinului, Valia Lunga, cu Fata si Dosu.
22. Ridu Valia Prisacelii, Valia Tisii, cu Fata si Dosu. Tel¬ciu, 26 septembrie 1864. In lipsa jude(lui) com., morbos: Juon Muresan, membru comunal” 11).
(* Lipsesc locurile: „Intre Izvoare”, „Pe Sesuri”, „Jdeabul lui Zalion” si nu au fost trecuti „muntii de hotar”, cum le spun telcenii: „Preluca Talharului”, „Tomnatecul”, „Stegioara”, „Prislopul Rebrii”, n.n.).
- SATUL
- Satul Telcișor a fost înființat,la data de 7 ian. 1956,ca urmare a Decretului MAN a RPR,nr.12/07.01.1956-privind reorganizarea ad-tiv-teritorială a României,când a primit cod potal nou și când au fost renumerotate casele,începând cu  sub coasta Stejarului.

Până atunci,satul Telcișor, funcționa, ca un cătun, așezat pe Valea Telcișorului, numerele de casă erau în continuarea satului de reședință: Telciu.
Satul Telcisor este al doilea sat al Comunei Telciu. La inceputul satului Telcisor este localitatea Telciu, care are altitudinea de 360 m, iar la capatul din sus al satului Telcisor, dupa 9 km, se afla Izvorul Rece, care are altitudinea de 550 m, prin urmare Valea Telcisorului urca o diferenta de altitudine, de la 360 la 550, de 190 m, dar urcarea se face in lungul Vaii Telcisorului lent, fără nici o serpentina de drum, iar apa nu sare nici o cascada.  Foarte multi localnici au casa si in Telciu si in Telcisor. Foarte multi, vara, locuiesc in Telcisor, pentru lucrul campului si ingrijitul animalelor, iar iarna se retrag cu ele in Telciu, cu lemne de foc si fan pentru toata iarna. Copiii  telcisorenilor  merg la scoala in Gura Poienii, unde exista scoala generala de 8 clase (a fost de 10 clase pana in 1990).
Exista scoala de 4 clase si in Valea Seaca, a fost pana in 1990 si in Valea Lustii (4 clase). Deoarece Comuna Telciu este asa de mare, cu 6386 locuitori in 2003, cu 2257 numere de casa si cu o intindere vasta de la Tibles pana la Batrana, Valea Fiadului avand 15 km, de la Gura Fiadului si pana in Telciu sunt 7 km, Valea Telcisorului avand 15 km, putem spune ca de la ultima casa de pe Fiad si pana la ultima casa de pe Telcisor sunt 37 km, fără sa mai punem pe cei ce locuiesc pe Rebra, la inca 10 km din Valea Seaca.
In prezent, Comuna Telciu are in componenta sa 4 sate: Telciu, Telcisor, Bichigiu si Fiad. La recensământul din 2002, satul Telcisor, avea o populație de 1151 locuitori.
- SCOALA

Scoala din Gura Poienii, Telcisor s-a infiintat in anul 1949-1950 inchiriindu-se casa personala a locuitorului Paramon Natu. Prima invatatoare a fost Henciu Lucia , absolventa de liceu. In cursul anului scolar 1958-1959, localul scolii a fost mutat intr-o baraca improvizata pe terenul unde se gaseste actuala cladire a scolii.
Mai tarziu, 1967-1968, sub conducerea directoruluiprof. Vasile Sandors-a construit actuala cladire a scolii, cu etaj, formata din 7 sali de clasa, 1 gradinita, 1 atelier, biblioteca si directiune1.
In prezent(2011), aici invata aproximativ 100 de elevi in clasele I-VIII. 
Scoala cu clasele I-IV, din Valea Lustii, Telcisor a luat fiinta in anii1953-1954 sub conducerea invatatorului Paramon Anuta2.
Scoala se gaseste intr-o locuinta particulara. Din 1974 aici s-a infiintat si  Gradinita de copii iar prima educatoare a fost Ana Bulz- suplinitoare.
In anul 1951 a fost infiintata o scoala si in Valea Seaca dar din lipsa efectivului de copii in cele din urma s-a desfiintat.VASILE TUTULA,COMUNA TELCIU-REPERE MONOGRAFICE, ED MEGA, CLUJ-NAPOCA,2004, P.144-145
- BISERICA

Ideea infiintarii unei biserici si in satul Telcisor a aparut in anul 1964, cand credinciosii intocmesc un memoriu pentru infiintarea Parohiei Telcisor. La 20 martie 1965, organele parohiale iau hotararea si trimit liste cu semnaturi pentru zidirea unei biserici pe Telcisor.
La 19 martie 1965, Protopopiatul Nasaud le da o speranta, cu Adresa Nr. 215/1965.
La 1 februarie 1976, la cererea credinciosilor, Adunarea generala a Parohiei Telciu, prezidata de protopopul Adrian Peter (decedat in accident de masina in mai 1976), ia hotararea infiintarii unei capele in satul Telcisor. Incredintarea deschiderii capelei se atribuie preotului Iuliu Henciu.
Acesta, impreuna cu doi consilieri din Telciu, gaseste casa pentru capela in locuinta credincioasei Ana Toderici (Canalau), sat Telcisor, Nr. 222. Mai tarziu din motive politice, Consiliul Popular Telciu, comunica refuzul Inspectoratului Cultelor Bistrita de a-si da aviz, deoarece „casa credincioasei Toderici Ana este prea aproape de Scoala generala din Telcisor, fiind prima casa langa scoala”., s-a cerut credinciosilor Dumitru Pupeza si Ioana (Crucila), sat Telcisor, Nr. 216, care au pus la dispozitie gratuit o camera cu conditia pomenirii la Sf. Liturghie a lor si a parintilor lor, Ioana si Grigore,  Ana si Nicolae.
Capela a primit avizul si a fost binecuvanta de preotul Iuliu Henciu in ziua de Sfintele Pasti – 25 aprilie 1976.
La data de 11 septembrie 1977 s-a sfintit noua capela cu intrare separata de catre P.S. Episcop-vicar Iustinian Chira, Consilier Inspector Pr. Varga, Pr. Spiridon Sulici – Protopopiatul Nasaud, Pr. David Semerean din Cosbuc, Pr. Iuliu Henciu, Pr. A. Moraru – secretar protopopesc, la familia Dumitru si Valerica  Scuturici, din Telcisor, Nr. 84.
P.S. Iustinian sfatuieste pe cei 3.000 de credinciosi sa zideasca o biserica oricat de mica, pentru ca nu este sat romanesc fără biserica.
In zilele de 10 martie 1980 si 16 martie 1980, unii credinciosi cer mutarea capelei de la familia Dumitru si Valerica Scuturici mai aproape de centrul satului si neaparat mai jos de Valea Poienii, pe motiv ca acesti credinciosi din Valea Poienii sa nu aiba de mers pe Telcisor, in sus si apoi in sat.
Preotul Iuliu Henciu a tratat cu Paramon si Floarea Natu pentru cumpararea casei lor, pentru suma de 80.000 lei. Credinciosii, in frunte cu Gheorghe Burduhos, sparg cuptorul casei pentru a largi spatiul in scopul mutarii capelei.
- Mutarea capelei la familia Paramon si Floarea Natu

In ziua Inaltarii Domnului 1980 au fost mutate Sf. Taine de la capela din casa familiei Dumitru si Valerica Scuturici in casa familiei Paramon si Floarea Natu.
In anul 1982 incepe constructia bisericii din Telcisor
Pentru ca nu se putea obtine autorizatie de constructie pentru biserica noua, s-a obtinut o autorizatie de reparatie capitala a casei parohiale, dar pentru a mari interiorul casei si pentru a o putea reface, fără sa fie demolata cea existenta, s-a executat o fundatie de 17 m lungime si 7 m latime de jur imprejurul casei existente, continuandu-se cu acoperisul, dupa care s-a demolat casa veche ramasa in interior.
Pictura in fresca a fost executata de catre pictorul Mihai Gabor din Piatra Neamt. Iconostasul si mobilierul au fost executate de catre o echipa de meseriasi tot din Piatra Neamt, in anul 1985.
La data de 2 octombrie 1986, Episcopia Ortodoxa Romana, Serviciul Tehnic din Alba Iulia, prin proiectantii Mircea Marian si George Ursulica, intocmeste un proiect pentru anexarea turnului clopotnita la biserica din Telcisor, in valoare de 200.000 lei. 
Turnul a fost executat in perioada 1990-1991 de catre credinciosul Ioan Zaduh, din satul Telcisor, de la fundatie pana la acoperis, cu concursul intregului Consiliu Parohial Telcisor. Dar ajutorul cel mai de pret l-a constituit credinciosii din Parohia Telcisor, care si-au adus concursul fiecare, cu ce a putut, incepand cu bani, cherestea, mancare, transport si altele 3.
In data de 25 martie 1993, in ziua de Buna-Vestire, a fost numit in functia de preot al Parohiei Telcisor Gheorghe Ganea, fiul lui George si al Domnicai, care este nascut la data de 7 iulie 1969.A activat aici ca preot paroh pana in 2007.
Din 1 noiembrie 2007, pe postul ramas vacant, a fost numit preot paroh T.O.
Ne-existand Casa Parohiala, incepand cu data de 22 aprilie 2008, sub indrumarea parintelui  si-a Consiliului Parohial, s-au inceput lucrarile la casa parohiala, terminate intr-un timp foarte scurt, 9 luni.3
La recensământul din 2002, satul Telcisor, avea o populație de 1151 locuitori.

## Obiective turistice
- Rezervația Tăușoare-Zalion (71 ha),
- Schitul Buscatul
- Biserica " Sfantul Prooroc Ilie"
- Relief montan si submontan